# Lepraria usnica
Lepraria usnica är en lavart som beskrevs av Sipman. Lepraria usnica ingår i släktet Lepraria och familjen Stereocaulaceae.   Inga underarter finns listade i Catalogue of Life.